# Śląski Kwartalnik Historyczny Sobótka

## Historia czasopisma
„Śląski Kwartalnik Historyczny Sobótka” ukazuje się od 1946 r., najpierw jako półrocznik pod tytułem „Sobótka”, a od roku 1957 jako kwartalnik pod obecnym tytułem. Założycielem i pierwszym redaktorem naczelnym był prof. Antoni Knot (1904-1982). Do 2018 r. pismo było wydawane przez Wrocławskie Towarzystwo Miłośników Historii, wrocławski oddział Polskiego Towarzystwa Historycznego. Od 2019 r. wydawcą i właścicielem czasopisma jest Uniwersytet Wrocławski. Czasopismo jest finansowane ze środków Uniwersytetu Wrocławskiego. Od 2024 roku Redaktorem Naczelnym jest dr hab. Tomasz Głowiński, prof. UWr.

## Cele czasopisma
„Śląski Kwartalnik Historyczny Sobótka” jest czasopismem naukowym, ważnym miejscem głoszenia poglądów naukowych, dyskusji i wymiany myśli. Jest trwale zakorzenionym i rozpoznawalnymi wydawnictwem w środowisku naukowym Polski, Czech i Niemiec. Od początku Czasopismo było silnie związane z badaniami dotyczącymi dziejów Śląska oraz krain sąsiednich. Co ważne, łamy Czasopisma są otwarte również na inną tematykę, a obecna Redakcja pragnie podtrzymać tę tradycję. W czasopiśmie publikowane są zatem materiały dotyczące badań nad dziejami Europy Środkowo-Wschodniej, ze szczególnym uwzględnieniem Śląska. Prócz tego w każdym numerze jest miejsce na tzw. Universalia — studia i materiały historyczne o innym, nie związanym z podstawową tematyką charakterze. Czasopismo publikuje teksty w językach: polskim, angielskim, niemieckim i czeskim.
Wszystkie artykuły publikowane w „ŚKH Sobótka” są recenzowane przez minimum dwóch recenzentów z stosowaniem zasady double blind.
Czasopismo posiada punkty przyznane przez Ministerstwo Nauki i Szkolnictwa Wyższego, jest także indeksowane w: Erih Plus; CEEOL; ICI Journals Master List; The Central European Journal of Social Sciences and Humanities (CEJSH); Biblioteka Nauki BazHum.